# کوه پیناتوبو
کوه پیناتوبو آتشفشان چینه‌ای فعالی است که در لوزون، بزرگ‌ترین جزیرهٔ کشور فیلیپین قرار دارد.
این کوه در محل تقاطع مرزهای سه استان زامباله، تارلاک، و پامپانگا واقع شده‌است.
کوه پیناتوبو در محدودهٔ کوه‌های تری - کابوسیلن، در حد فاصل ساحل غربی لوزون و دشت‌های مرکزی، و در ۴۲ کیلومتری غرب آتشفشان خفته و مرتفع‌تری موسوم به کوه آرایات قرار دارد.
عمدهٔ شهرت کوه پیناتوبو به‌علت فوران تاریخی آن در سال ۱۹۹۱ است. در این سال فوران بسیار بزرگی در این کوه روی داد که به موجب آن حجمی در حدود ۱۰ میلیارد تن متریک تفتال، و ۲۰ میلیون تن گوگرد دی اکسید وارد جو شد. این فوران، که شدتش در نمایه شدت فوران آتشفشان درجهٔ ۶ محاسبه شد، واپسین فوران درجهٔ ۶ به بالایی است که بشر تاکنون به چشم خود دیده‌است.

## نگارخانه

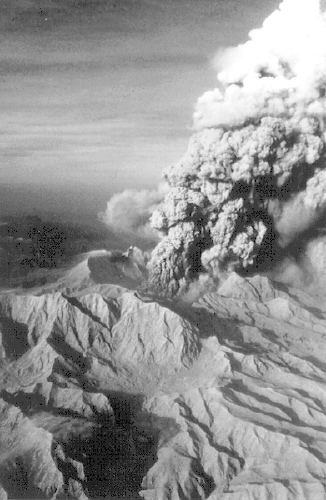
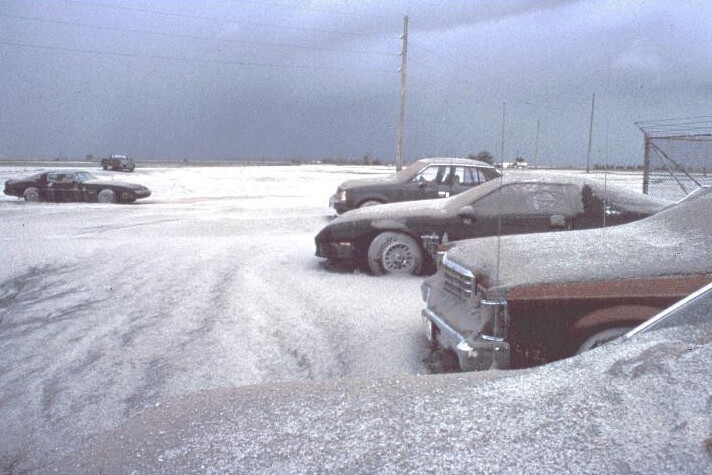
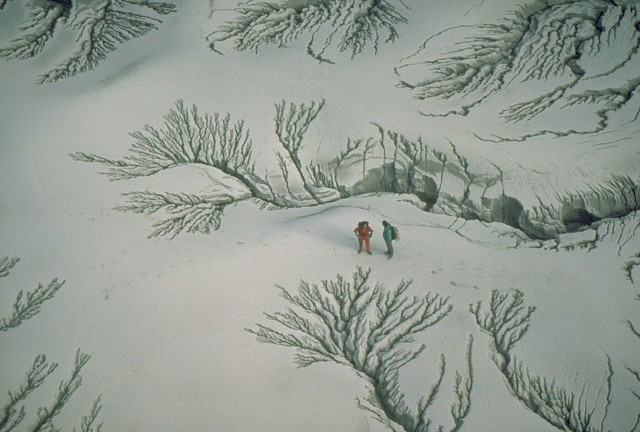
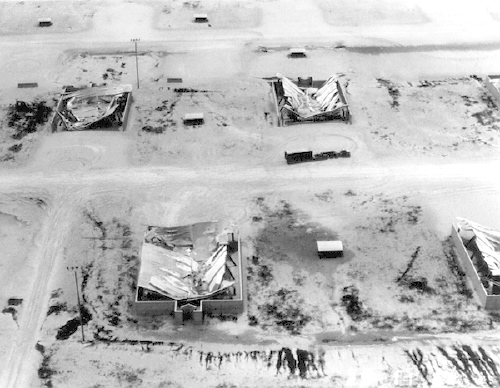
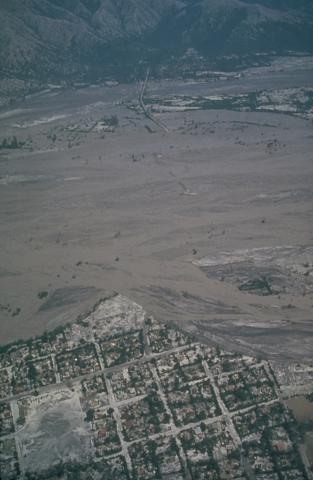